# Ормонд, Вилли
Уи́льям Э́сплин О́рмонд (англ. William Esplin Ormond; 23 февраля 1927, Фолкерк — 4 мая 1984, Масселборо), более известный как Ви́лли О́рмонд (англ. Willie Ormond) — шотландский футболист, тренер. Выступал на позиции левого крайнего нападающего.
В свою бытность футболистом Ормонд играл за такие клубы, как «Стенхаусмюир», «Хиберниан» и «Фалкирк». Выступая в составе «Хибс», был членом, так называемой, «Великолепной пятёрки» (англ. Famous Five) — линии атаки эдинбургского коллектива, которая наводила ужас на оборонительные порядки соперников в конце 1940-х — начале 1950-х годов.
В составе национальной сборной Шотландии провёл шесть матчей, забил два гола.
Тренерская карьера Ормонда прошла в шотландских коллективах «Сент-Джонстон», «Харт оф Мидлотиан» и «Хиберниан». С 1973 по 1977 год Вилли возглавлял национальную сборную Шотландии.
Участник двух чемпионатов мира — 1954 года, как игрок, и 1974 года, как наставник «тартановой армии».

## Карьера игрока

### Клубная карьера
Ормонд родился 23 февраля 1927 года в шотландском городе Фолкерк.
Первой профессиональной командой Вилли стал клуб «Стенхаусмюир», к которому он присоединился в 1946 году. В ноябре того же года Ормонд перебрался в столицу Шотландии — Эдинбург, где пополнил ряды местного «Хиберниана», который заплатил за талантливого молодого игрока 1200 фунтов стерлингов.
В составе «Хибс» Вилли провёл основную часть своей карьеры футболиста, выступая за «бело-зелёных» на протяжении 15 лет. Вместе с Бобби Джонстоном, Лори Райлли, Гордоном Смитом и Эдди Тернбуллом Ормонд образовал знаменитую линию атаки «Хиберниана», прозванную в британской прессе «Великолепной пятёркой» (англ. Famous Five). Каждый из этих игроков забил в «союзе» за эдинбургский клуб свыше ста голов, на личном счету Вилли 193 мяча, проведённых им в различных соревнованиях в бело-зелёной футболке коллектива из шотландской столицы. Ведомый «Великолепной пятёркой» «Хиберниан» в период с 1948 по 1952 год трижды завоёвывал золотые медали чемпионата Шотландии.
В 1961 году Ормонд перешёл в «Фалкирк», где, отыграв один сезон, завершил карьеру футболиста.

### Сборная Шотландии
Дебют Вилли в сборной Шотландии состоялся 3 апреля 1954 года, когда в рамках отборочного турнира к чемпионату мира 1954 «тартановая армия» встречалась с Англией. В том же поединке Ормонд открыл счёт своим голам за национальную команду, поразив ворота соперника на 89-й минуте матча.
25 мая того же года, в своей третьей игре за «горцев», Вилли вновь отличился, забив мяч сборной Финляндии.
На мировом первенстве 1954 года, проходившем в Швейцарии, Ормонд принял участие в двух из трёх игр своей команды на этом турнире, проведя поединки с Австрией и Уругваем.
Всего за сборную Шотландии Вилли сыграл шесть матчей, забил два мяча.

#### Матчи и голы за сборную Шотландии
| № | Дата           | Место                                     | Оппонент  | Счёт | Голы Ормонда | Соревнование                                                    |
| 1 | 3 апреля 1954  | «Хэмпден Парк», Глазго, Шотландия         | Англия    | 2:4  | 1            | Отборочный матч чемпионата мира по футболу 1954                 |
| 2 | 5 мая 1954     | «Хэмпден Парк», Глазго, Шотландия         | Норвегия  | 1:0  | —            | Товарищеский матч                                               |
| 3 | 25 мая 1954    | Олимпийский стадион, Хельсинки, Финляндия | Финляндия | 2:1  | 1            | Товарищеский матч                                               |
| 4 | 16 июня 1954   | «Спортплац Хардтурм», Цюрих, Швейцария    | Австрия   | 0:1  | —            | Чемпионат мира по футболу 1954 (финальные игры, групповой этап) |
| 5 | 19 июня 1954   | «Санкт-Якоб Парк», Базель, Швейцария      | Уругвай   | 0:7  | —            | Чемпионат мира по футболу 1954 (финальные игры, групповой этап) |
| 6 | 11 апреля 1959 | «Уэмбли», Лондон, Англия                  | Англия    | 0:1  | —            | Домашний чемпионат Великобритании                               |

Итого: 6 матчей / 2 гола; 2 победы, 0 ничьих, 4 поражения.

#### Сводная статистика игр/голов за сборную
| Сборная          | Год              | Отборочные матчи ЧМ | Отборочные матчи ЧМ | Финальные матчи ЧМ | Финальные матчи ЧМ | Отборочные матчи ЧЕ | Отборочные матчи ЧЕ | Финальные матчи ЧЕ | Финальные матчи ЧЕ | Товарищеские матчи | Товарищеские матчи | Домашний чемпионат Великобритании | Домашний чемпионат Великобритании | Итого | Итого |
| Сборная          | Год              | Игры                | Голы                | Игры               | Голы               | Игры                | Голы                | Игры               | Голы               | Игры               | Голы               | Игры                              | Голы                              | Игры  | Голы  |
| ---------------- | ---------------- | ------------------- | ------------------- | ------------------ | ------------------ | ------------------- | ------------------- | ------------------ | ------------------ | ------------------ | ------------------ | --------------------------------- | --------------------------------- | ----- | ----- |
| Шотландия        | 1954             | 1                   | 1                   | 2                  | 0                  | —                   | —                   | —                  | —                  | 2                  | 1                  | —                                 | —                                 | 5     | 2     |
| Шотландия        | 1959             | —                   | —                   | —                  | —                  | —                   | —                   | —                  | —                  | —                  | —                  | 1                                 | 0                                 | 1     | 0     |
| Всего за карьеру | Всего за карьеру | 1                   | 1                   | 2                  | 0                  | 0                   | 0                   | 0                  | 0                  | 2                  | 1                  | 1                                 | 0                                 | 6     | 2     |

### Достижения в качестве игрока
«Хиберниан»
- Чемпион Шотландии (3): 1947/48, 1950/51, 1951/52

## Статистика выступлений
| Клуб             | Сезон            | Лига | Лига | Национальные кубки | Национальные кубки | Национальные кубки | Национальные кубки | Еврокубки | Еврокубки | Прочие | Прочие | Итого | Итого |
| Клуб             | Сезон            | Лига | Лига | Кубок              | Кубок              | Кубок лиги         | Кубок лиги         | Еврокубки | Еврокубки | Прочие | Прочие | Итого | Итого |
| Клуб             | Сезон            | Игры | Голы | Игры               | Голы               | Игры               | Голы               | Игры      | Голы      | Игры   | Голы   | Игры  | Голы  |
| ---------------- | ---------------- | ---- | ---- | ------------------ | ------------------ | ------------------ | ------------------ | --------- | --------- | ------ | ------ | ----- | ----- |
| Стенхаусмюир     | 1946/47          | 9    | 0    | 0                  | 0                  | 0                  | 0                  | -         | -         | 0      | 0      | 9     | 0     |
| Стенхаусмюир     | Итого            | 9    | 0    | 0                  | 0                  | 0                  | 0                  | 0         | 0         | 0      | 0      | 9     | 0     |
| Хиберниан        | 1946/47          | 15   | 5    | 6                  | 3                  | 2                  | 0                  | -         | -         | 0      | 0      | 23    | 8     |
| Хиберниан        | 1947/48          | 23   | 12   | 4                  | 0                  | 6                  | 3                  | -         | -         | 0      | 0      | 33    | 15    |
| Хиберниан        | 1948/49          | 12   | 2    | 4                  | 3                  | 0                  | 0                  | -         | -         | 0      | 0      | 16    | 5     |
| Хиберниан        | 1949/50          | 30   | 11   | 1                  | 0                  | 9                  | 5                  | -         | -         | 0      | 0      | 40    | 16    |
| Хиберниан        | 1950/51          | 23   | 7    | 5                  | 2                  | 10                 | 4                  | -         | -         | 0      | 0      | 38    | 13    |
| Хиберниан        | 1951/52          | 20   | 13   | 1                  | 0                  | 6                  | 1                  | -         | -         | 0      | 0      | 27    | 14    |
| Хиберниан        | 1952/53          | 26   | 10   | 5                  | 3                  | 9                  | 5                  | -         | -         | 4      | 0      | 44    | 18    |
| Хиберниан        | 1953/54          | 26   | 12   | 3                  | 1                  | 9                  | 5                  | -         | -         | 0      | 0      | 38    | 18    |
| Хиберниан        | 1954/55          | 30   | 12   | 1                  | 0                  | 6                  | 2                  | -         | -         | 0      | 0      | 37    | 14    |
| Хиберниан        | 1955/56          | 29   | 18   | 1                  | 0                  | 6                  | 3                  | 6         | 1         | 0      | 0      | 42    | 22    |
| Хиберниан        | 1956/57          | 26   | 7    | 1                  | 0                  | 6                  | 1                  | 0         | 0         | 0      | 0      | 33    | 8     |
| Хиберниан        | 1957/58          | 26   | 8    | 7                  | 0                  | 6                  | 5                  | 0         | 0         | 0      | 0      | 39    | 13    |
| Хиберниан        | 1958/59          | 26   | 4    | 5                  | 4                  | 6                  | 1                  | 0         | 0         | 0      | 0      | 37    | 9     |
| Хиберниан        | 1959/60          | 27   | 8    | 3                  | 0                  | 6                  | 3                  | 0         | 0         | 0      | 0      | 36    | 11    |
| Хиберниан        | 1960/61          | 15   | 3    | 3                  | 2                  | 3                  | 0                  | 2         | 0         | 0      | 0      | 23    | 5     |
| Хиберниан        | Итого            | 354  | 132  | 50                 | 18                 | 90                 | 38                 | 8         | 1         | 4      | 0      | 506   | 189   |
| Фалкирк          | 1961/62          | 23   | 4    | 0                  | 0                  | 6                  | 2                  | 0         | 0         | 0      | 0      | 29    | 6     |
| Фалкирк          | 1962/63          | 3    | 0    | 0                  | 0                  | 0                  | 0                  | 0         | 0         | 1      | 0      | 4     | 0     |
| Фалкирк          | Итого            | 26   | 4    | 0                  | 0                  | 6                  | 2                  | 0         | 0         | 1      | 0      | 33    | 6     |
| Всего за карьеру | Всего за карьеру | 389  | 136  | 50                 | 18                 | 96                 | 40                 | 8         | 1         | 5      | 0      | 548   | 195   |

## Тренерская карьера
После окончания карьеры футболиста Ормонд остался в «Фалкирке» в должности помощника главного тренера команды, Алекса Макрея.
В 1967 году Вилли был назначен наставником клуба «Сент-Джонстон». Под руководством Ормонда «святые» в сезоне 1969/70 стали финалистами Кубка шотландской лиги, где в решающем поединке уступили глазговскому «Селтику» со счётом 0:1. В следующем футбольном году «Сент-Джонстон» завоевал бронзовые медали первенства страны, что позволило коллективу из города Перт впервые в своей истории принять участие в еврокубках.
Достижения специалиста во главе «святых» были оценены причастными к клубу людьми по достоинству — Южная трибуна домашнего стадиона команды, «Макдайармид Парк», с 1989 года носит имя Ормонда.
Когда в 1973 году пост наставника национальной сборной Шотландии покинул Томми Дохерти, представители Шотландской футбольной ассоциации сразу же обратились к Вилли с просьбой возглавить «тартановую армию». Ормонд раздумывал недолго и вскоре был официально представлен в качестве главного тренера «горцев».
Без проблем пройдя квалификацию к чемпионату мира 1974, Вилли повёз перспективную шотландскую команду, где блистали такие «звёзды», как Кенни Далглиш, Денис Лоу, Билли Бремнер и другие, на мундиаль, проходивший в ФРГ. На турнире «тартановая армия» провела три матча группового этапа — переиграла Заир и свела вничью поединки с Бразилией и Югославией. Тем не менее, уступив соперникам по разнице мячей, Шотландия заняла третье место в группе и была вынуждена покинуть мировое первенство.
На посту наставника «горцев» Ормонд пробыл до 1977 года, когда был уволен Шотландской футбольной ассоциацией. Следующим местом работы специалиста стал эдинбургский клуб «Харт оф Мидлотиан» — главный соперник бывшей команды Вилли, «Хиберниана». Этот шаг не был понят фанатами «Хибс», которые стали подвергать жёсткой обструкции легенду своего клуба при каждом её появлении на тренерском мостике «сердец» или на публике. Доверие поклонников «бело-зелёных» Ормонд вернул, когда в 1980 году вернулся в стан «Хиберниана» в качестве ассистента главного тренера эдинбургцев, Эдди Тернбулла. Вскоре Тернбулл был уволен руководством клуба, а Вилли занял его место. Тем не менее, руководителем «Хиберниана» и он пробыл недолго, уйдя в отставку в ноябре 1980 года из-за проблем со здоровьем.
В 2006 году Ормонд был введён в Зал славы шотландского футбола.

### Тренерская статистика
| Сент-Джонстон     | Шотландия | 1 августа 1966  | 31 мая 1972    | 59  | 25 | 24 | 10 | 42,37 |
| Шотландия         | Шотландия | 14 февраля 1973 | 27 апреля 1977 | 38  | 18 | 8  | 12 | 47,37 |
| Харт оф Мидлотиан | Шотландия | 1 августа 1977  | 31 мая 1980    | 21  | 9  | 9  | 3  | 42,86 |
| Хиберниан         | Шотландия | 15 апреля 1980  | 15 ноября 1980 | 6   | 3  | 1  | 2  | 50,00 |
| Итого             | Итого     | Итого           | Итого          | 124 | 55 | 42 | 27 | 44,35 |

И — игры, В — выигрыши, Н — ничьи, П — поражения, % побед — процент побед 

### Достижения в качестве тренера
«Сент-Джонстон»
- Финалист Кубка шотландской лиги: 1969/70

## Личная жизнь
Два брата Вилли также были футболистами — Гибби выступал за шотландский «Кауденбит», Берт в 1962 году провёл два матча за сборную Новой Зеландии.
Ормонд умер 4 мая 1984 года в возрасте 57 лет после продолжительной болезни.